# 2011 UQ412
2011 UQ412, também escrito como 2011 UQ412, é um corpo menor que está localizado no disco disperso, uma região do Sistema Solar. Ele possui uma magnitude absoluta de 7,7 e tem um diâmetro estimado com cerca de 127 km.

## Descoberta
2011 UQ412 foi descoberto no dia 24 de maio de 2011 pelo astrônomo M. Alexandersen.

## Órbita
A órbita de 2011 UQ412 tem uma excentricidade de 0,483 e possui um semieixo maior de 67,286 UA. O seu periélio leva o mesmo a uma distância de 34,795 UA em relação ao Sol e seu afélio a 99,777 UA.